# زرین‌آباد (نرماشیر)
زرین‌آباد، روستایی در دهستان روداب شرقی بخش روداب شهرستان نرماشیر در استان کرمان ایران است.

## جمعیت
بر پایه سرشماری عمومی نفوس و مسکن در سال ۱۳۹۵، جمعیت این روستا برابر با ۶۸۲ نفر (۲۰۸ خانوار) بوده‌است.